# 가이 켄트
가이 켄트(Guy Kent, 1988년 11월 2일 ~ )는 미국의 배우, 텔레비전 배우이다.
로스앤젤레스에서 태어났다.

## 영화
- 어텀 라이트 (2016년)